# Santa Catarina Yutandú
Santa Catarina Yutandú es una localidad del estado de Oaxaca, México. Forma parte de las comunidades cuya cabecera municipal es Tezoatlán de Segura y Luna.

## Geografía
La comunidad de Santa Catarina Yutandú se encuentra en la región conocida como la Mixteca baja. Colinda al norte con Tezoatlán, al sur con Peña Colorada, al este con San Martín del Río y al oeste con San Juan Diquiyu. Tiene una altitud de 1902 metros. Su clima es templado-frío.
Uno de sus atractivos principales es el Cerro de la Arena, cuyo nombre en mixteco es Dini'i yuku ñoto oh yuku ñoti, que se traduce como «cima de un pueblo oscuro».  

## Flora
Algunas especies observadas en la zona son: ocote, espino, fresno, casahuate, zomiate, otate, carrizo, nebro, huachicata, sabino, palo de mora, palo de nanche, nopal, palma, guayabo, escobilla, milpa y granada.
Algunos cultivos son: aguacate, calabaza, chilacayote, elote, maíz, frijol, platanares, naranja, rábano, papa y chile verde.

## Fauna
Algunas especies observadas en la zona son: venado, conejo, zorrillo, coyote, liebre, mapache, tlacuache, ardilla, armadillo, ratón de campo, lagartija, zopilote, colibrí, gato montés, tejón, comadreja, víbora de cascabel, ciempiés, alacrán, chilolo, abejas, hormigas arrieras, chicatanas y mariposas.
Entre los animales domésticos se encuentran: chivos, toros, caballos, gallinas, guajolotes, borregos, perros y gatos.

## Población
De acuerdo al INEGI, en 2005 la población aproximada era de 103 hombres y 91 mujeres, para 2010 se registró una población de 103 hombres y 84 mujeres, así como 39 y 44 viviendas habitadas, respectivamente.
La mayor parte de la población es hablante de mixteco bajo, con una variante similar a la de San Juan Diquiyu y San Martín del Río. 80 por ciento de la población es hablante de una lengua indígena.
Las actividades económicas son la cría de chivos o ganado y el tejido de sombrero de palma. 

## Historia
Yutandú es traducido del idioma Mixteco al español por algunos de sus habitantes en tres partes: yuta, que significa «río»; n, «sobre» , y du, que significa «piedra dura», por lo que su traducción sería: «río sobre piedra dura». 

## Política
La comunidad se rige por el sistema de usos y costumbres. Para cada decisión importante que concierne a la comunidad, se realiza una asamblea en donde cada ciudadano(a) emite un voto.
Algunos cargos para los que se eligen ciudadanos son: secretario, comité de escuela, mayordomía, comisariado, consejo de vigilancia, sacristán, consejo de agua potable, agente de policía, suplente del agente, tesorero, topiles y policía rural. 
No se percibe ningún salario por los cargos y son asignados por igual entre hombres y mujeres. En el mes de diciembre, el secretario(a) emite una lista de los ciudadanos(as) sin cargo, y cada votante posee una boleta que llena escogiendo nombres de la lista, para finalmente entregar y contabilizar el voto que permite elegir a las autoridades principales. 

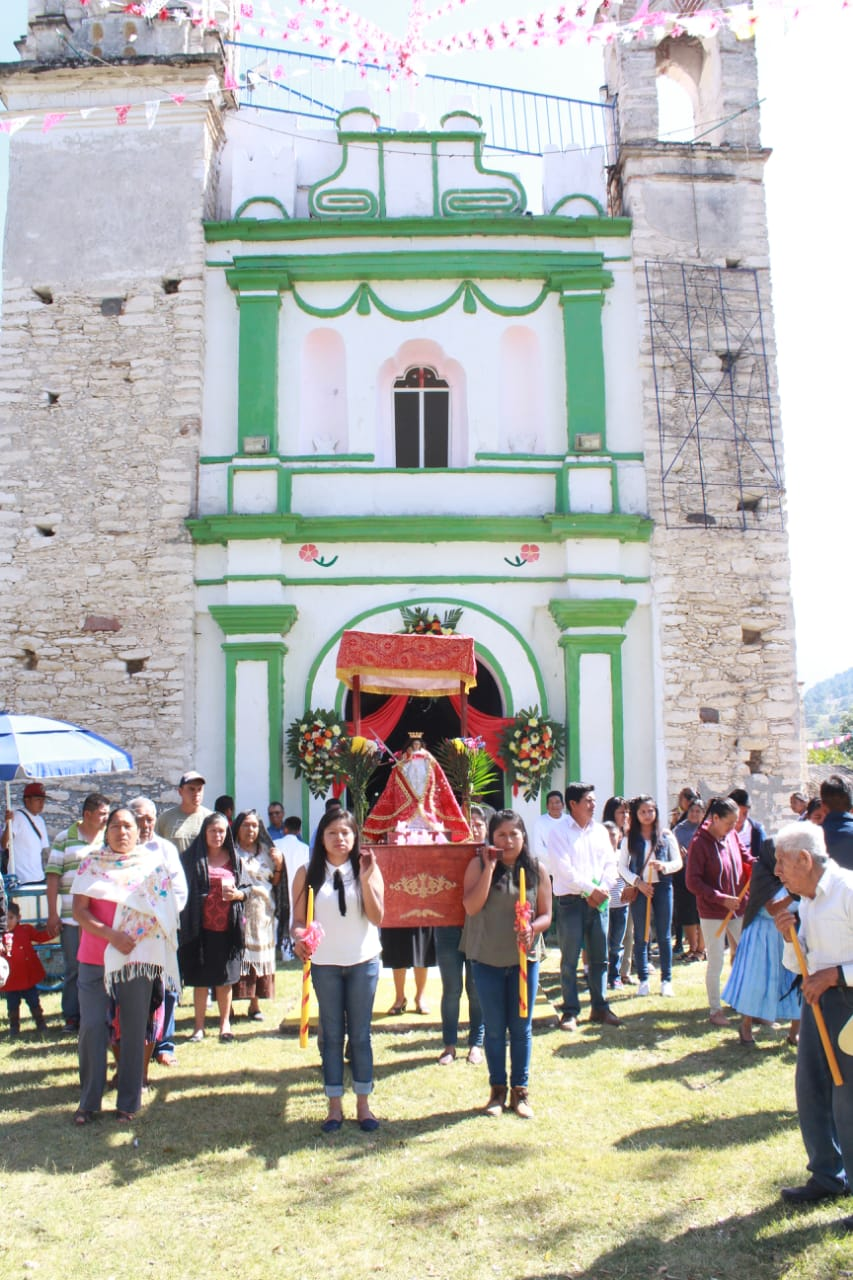
Fiesta patronal en Santa Catarina Yutandú.

## Festividades
Las dos festividades más concurridas y representativas son: el segundo viernes de Cuaresma, donde se conmemora al Señor de la Paz; y el 24 de noviembre, cuando se realiza la fiesta patronal de la Virgen de Santa Catarina. 
La comida típica es barbacoa de chivo y pozole verde y rojo.

## Inmuebles e infraestructura
La comunidad cuenta con un palacio municipal, una cancha de básquetbol, una iglesia, una biblioteca, las instalaciones de un jardín de niños y una primaria, un panteón, una casa de salud, dos tanques de agua, diez calles, dos tiendas, una cofradía y médico.
Su templo está construido con una piedra denominada blanquisca, que no se daña con la intemperie. Tiene una altura de aproximadamente 20 metros y está construido sin varillas ni cimientos.

## Galería

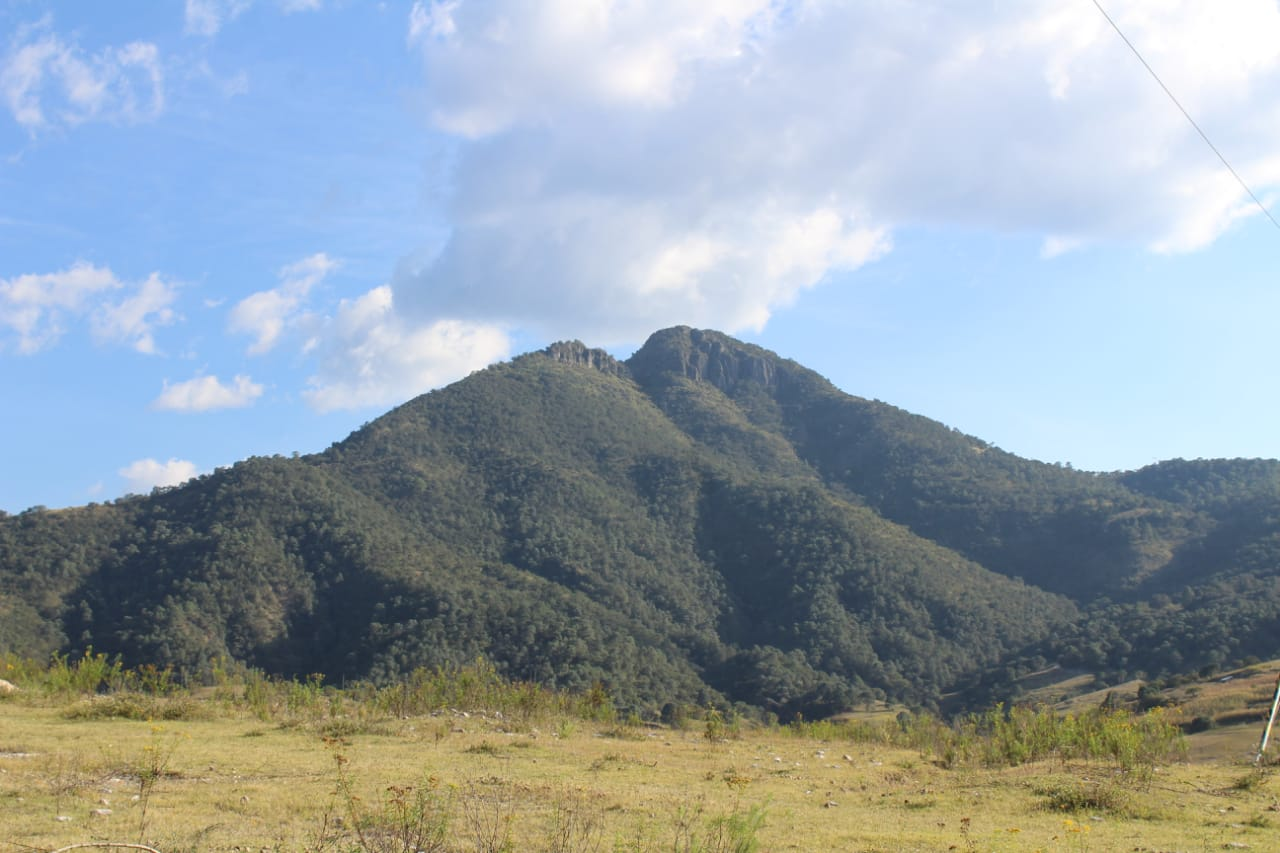
Cerro de la Arena
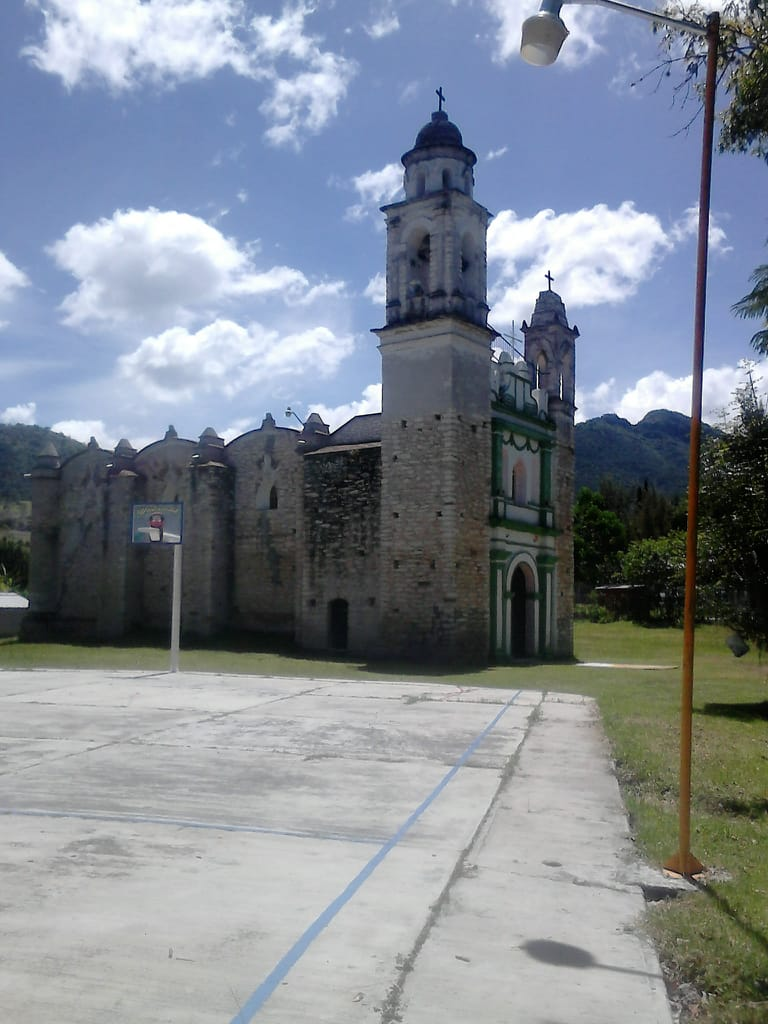
Iglesia y cancha de baloncesto.
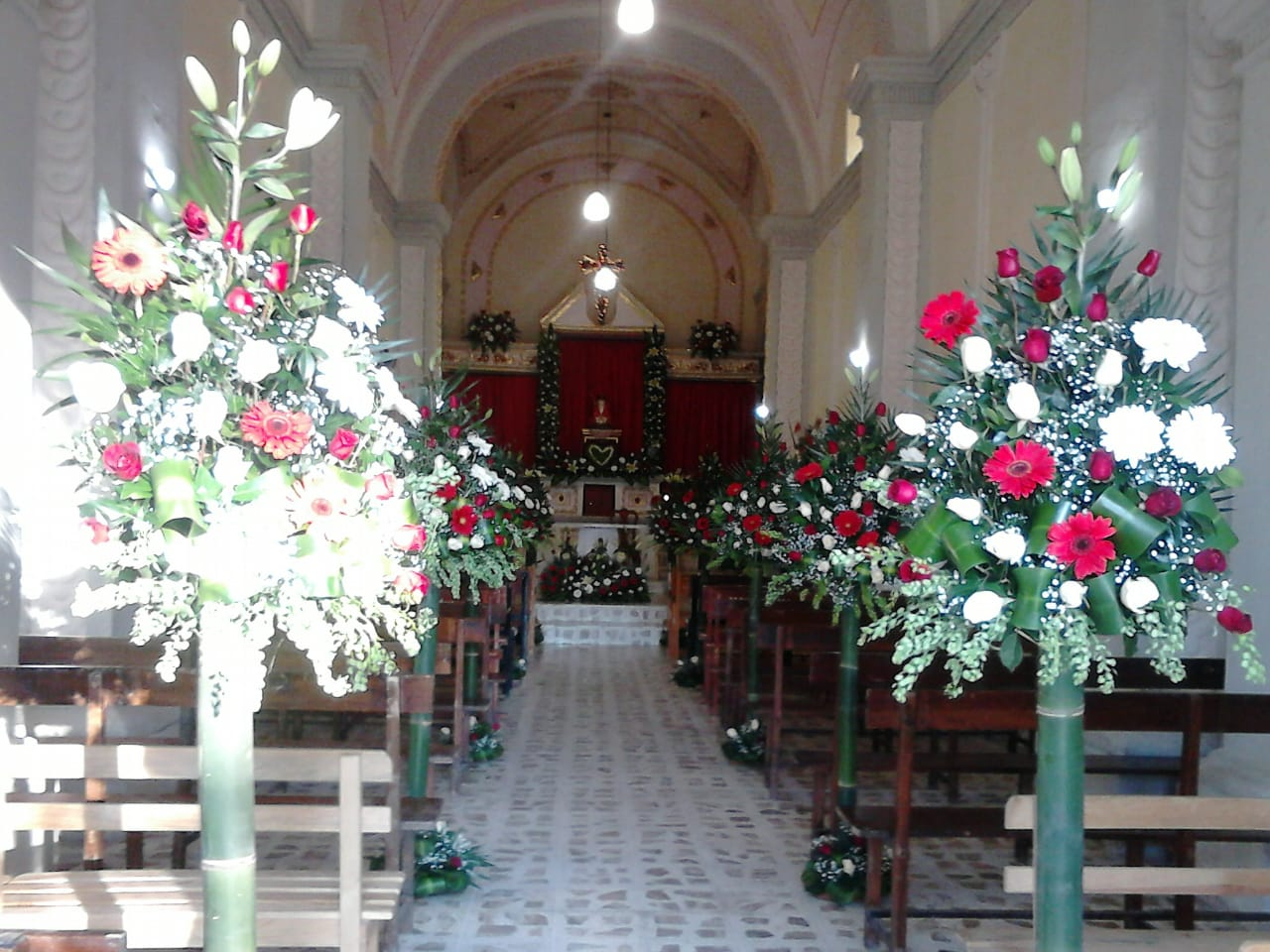
Interior de la Iglesia de Santa Catarina Yutandú.
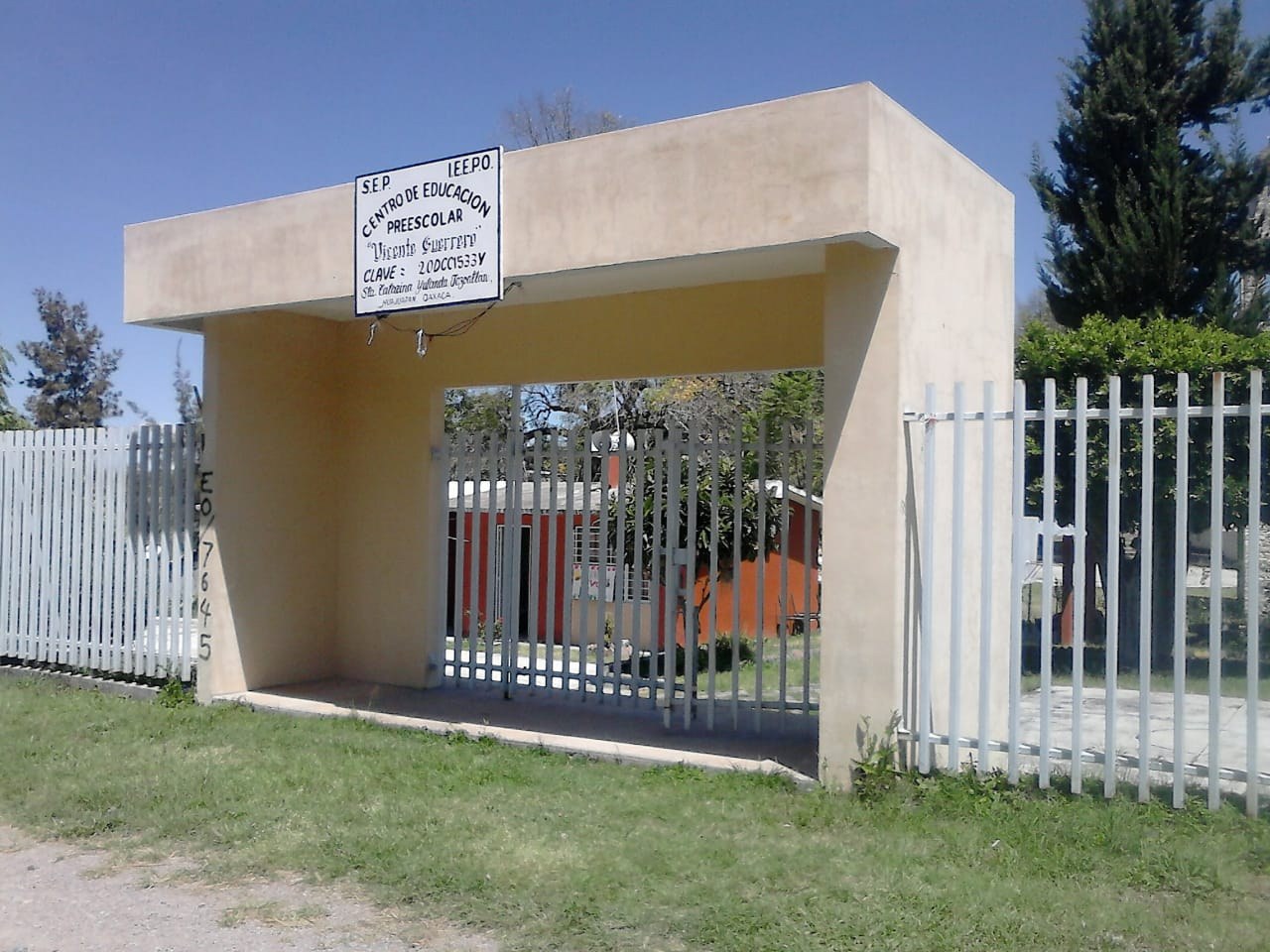
Escuela